# Svetlana Chirkova-Lozovaya
Svetlana Chirkova-Lozovaya –en ruso, Светлана Чиркова-Лозовая– (Topner, URSS, 5 de noviembre de 1945) es una deportista soviética que compitió en esgrima, especialista en la modalidad de florete.
Participó en dos Juegos Olímpicos de Verano en los años 1968 y 1972, obteniendo dos medallas, oro en México 1968 y oro en Múnich 1972. Ganó cuatro medallas en el Campeonato Mundial de Esgrima entre los años 1969 y 1971.

## Palmarés internacional
| Juegos Olímpicos   | Juegos Olímpicos          | Juegos Olímpicos  | Juegos Olímpicos    |
| Año                | Lugar                     | Medalla           | Prueba              |
| ------------------ | ------------------------- | ----------------- | ------------------- |
| 1968               | Ciudad de México (México) | Medalla de oro    | Florete por equipos |
| 1972               | Múnich (RFA)              | Medalla de oro    | Florete por equipos |
| Campeonato Mundial |                           |                   |                     |
| Año                | Lugar                     | Medalla           | Prueba              |
| 1969               | La Habana (Cuba)          | Medalla de plata  | Florete por equipos |
| 1969               | La Habana (Cuba)          | Medalla de bronce | Florete individual  |
| 1970               | Ankara (Turquía)          | Medalla de oro    | Florete por equipos |
| 1971               | Viena (Austria)           | Medalla de oro    | Florete por equipos |